# France Soir
France Soir è stato un quotidiano generalista francese.
Fondato nel novembre 1944 come Défense de la France da Robert Salmon e Philippe Viannay , fu ribattezzato dopo la Seconda guerra mondiale, divenendo fra gli anni 50 e 60 il principale quotidiano del paese e raggiungendo nel 1961 un milione di copie vendute, con il giornalista Pierre Lazareff.
In seguito le vendite sono calate, fino alle 45.000 del 2005. Per aumentare i volumi, negli anni e nelle varie amministrazioni, il giornale è divenuto sempre più popolare e sensazionalista.
All'inizio del mese di febbraio 2006, si è reso noto pubblicando la serie di caricature di Maometto riprese dal giornale danese Jyllands-Posten, che hanno suscitato viva disapprovazione del mondo musulmano. Quest'azione ha rilanciato la polemica e ha comportato il licenziamento del direttore Jacques Lefranc.
Dopo il rilevamento, nel 2009, da parte di Alexandre Pougatchev, figlio dell'oligarca russo Sergueï Pougatchev e amico personale di Vladimir Putin, la redazione ha subito un riassetto con il licenziamento a novembre del giornalista Georges-Marc Benamou e l'ingresso in direzione di Gilles de Prévaux, proveniente dalla rivista Télé Loisir. Inoltre le corrispondenti a Roma e a Mosca, Ariel Dumont e Nathalia Ouvaroff, hanno lamentato il costante rifiuto dei propri articoli e le accuse di antiberlusconismo ed eccessiva critica a Putin, perdendo le proprie collaborazioni col giornale. Durante il periodo pandemico, si è distinto per una critica delle politiche sanitarie del governo, dando voce a medici come Luc Montagnier e Didier Raoult.

## Personalità

### Direttori
- Robert Hersant
- Yves de Chaisemartin
- Georges Ghosn
- Gianluigi Poggi
- Luigi Giacumbo
- Raymond Lakah
- Jacques Lefranc
- Jacques Soppelsa
- Jean-Pierre Brunois
- Alexandre Pougatchev
- Philippe Mendil

### Scrittori
Hanno scritto sul France Soir :
- Joseph Kessel
- Jean-Paul Sartre
- Henri de Turenne
- Philippe Labro
- Max Gallo
- Jacques Séguéla
- Jean Dutourd
- Jacques Sternberg
- Jean-Pierre Thiollet